# Maximiliano Romero
Maximiliano Samuel Romero (Moreno, Buenos Aires, Argentina; 9 de enero de 1999) es un futbolista argentino que se desempeña como delantero. Actualmente juega en O'Higgins de la Primera División de Chile.

## Trayectoria
Romero comenzó a jugar en las infantiles de Vélez a los seis años. En su primer año en las inferiores de AFA convirtió 17 tantos, mientras que en octava división anotó un total de 33 goles. Con solo 15 años debutó en la reserva de Vélez el 22 de noviembre de 2014 ante Godoy Cruz donde anotó un gol, más precisamente el empate transitorio en lo que luego sería victoria de Vélez por 2 a 1.
Con la llegada de Miguel Ángel Russo como entrenador, fue subido al plantel de primera para realizar la pretemporada de cara al Campeonato de Primera División 2015. En dicha pretemporada fue noticia en la victoria 4 a 1 ante All Boys en un encuentro amistoso, en el que Romero anotó 2 de los tantos velezanos.
El 21 de febrero de 2015, en la segunda fecha del campeonato, pese a que no tuvo minutos en juego, estuvo presente por primera vez en el banco de los suplentes en la victoria de Vélez ante Crucero del Norte. Su primer partido fue el 13 de febrero de 2016, ingresando por Yamil Asad, contra Olimpo, donde también marcó su primer gol en Primera División. Más allá de haber ingresado los partidos consiguientes, su primer partido como parte del once titular fue ante Godoy Cruz en el José Amalfitani, donde marcaría el único gol en la derrota del Fortín por 1-4.
En 2018, Romero se sumó al plantel del PSV Eindhoven de la primera división de los Países Bajos a cambio de 10,5 millones de euros por el 90% del pase. En julio de 2019 regresó a préstamo a Vélez hasta el 30 de junio de 2020. Llegada la fecha, regresó a Eindhoven para preparar la temporada 2020-21.
En junio de 2022 regresó a Argentina, pero esta vez para jugar en Racing Club por un año y medio a préstamo con una opción de compra de 1,5 millones de dólares por el 50% de su pase. El 6 de noviembre se consagra campeón y consigue su primer título con Racing Club al ganar el Trofeo de Campeones 2022.

## Estadísticas

### Clubes
Actualizado hasta su último partido disputado el 13 de diciembre de 2024.
| Club                            | Div.          | Temporada     | Liga  | Liga  | Liga   | Copas | Copas | Copas  | Internacional | Internacional | Internacional | Total | Total | Total  | Media goleadora |
| Club                            | Div.          | Temporada     | Part. | Goles | Asist. | Part. | Goles | Asist. | Part.         | Goles         | Asist.        | Part. | Goles | Asist. | Media goleadora |
| ------------------------------- | ------------- | ------------- | ----- | ----- | ------ | ----- | ----- | ------ | ------------- | ------------- | ------------- | ----- | ----- | ------ | --------------- |
| C. A. Vélez Sarsfield Argentina | 1°            | 2016          | 11    | 3     | 0      | 1     | 0     | 0      | —             | —             | —             | 12    | 3     | 0      | 0.25            |
| C. A. Vélez Sarsfield Argentina | 1°            | 2016-17       | 19    | 2     | 2      | 2     | 0     | 0      | —             | —             | —             | 21    | 2     | 2      | 0.09            |
| C. A. Vélez Sarsfield Argentina | 1°            | 2017-18       | 10    | 4     | 1      | 3     | 0     | 0      | —             | —             | —             | 13    | 4     | 1      | 0.31            |
| C. A. Vélez Sarsfield Argentina | 1°            | 2019-20       | 22    | 7     | 3      | 1     | 0     | 0      | 2             | 0             | 0             | 25    | 7     | 3      | 0.28            |
| C. A. Vélez Sarsfield Argentina | Total Club    | Total Club    | 62    | 16    | 6      | 7     | 0     | 0      | 2             | 0             | 0             | 71    | 16    | 6      | 0.22            |
| Jong PSV · Países Bajos         | 2°            | 2018-19       | 11    | 3     | 1      | —     | —     | —      | 1             | 0             | 0             | 12    | 3     | 1      | 0.27            |
| Jong PSV · Países Bajos         | 2°            | 2021-22       | 8     | 4     | 3      | —     | —     | —      | —             | —             | —             | 8     | 4     | 3      | 0.50            |
| Jong PSV · Países Bajos         | Total Club    | Total Club    | 19    | 7     | 4      | 0     | 0     | 0      | 1             | 0             | 0             | 20    | 7     | 4      | 0.37            |
| PSV Eindhoven · Países Bajos    | 1°            | 2018-19       | 1     | 0     | 0      | —     | —     | —      | 1             | 0             | 0             | 2     | 0     | 0      | 0.00            |
| PSV Eindhoven · Países Bajos    | 1°            | 2020-21       | 1     | 1     | 0      | —     | —     | —      | 1             | 0             | 0             | 2     | 1     | 0      | 0.50            |
| PSV Eindhoven · Países Bajos    | 1°            | 2021-22       | 10    | 0     | 2      | 2     | 0     | 0      | 1             | 0             | 0             | 13    | 0     | 2      | 0.00            |
| PSV Eindhoven · Países Bajos    | Total Club    | Total Club    | 12    | 1     | 2      | 2     | 0     | 0      | 3             | 0             | 0             | 17    | 1     | 2      | 0.06            |
| Racing Club Argentina           | 1°            | 2022          | 20    | 2     | 1      | 2     | 1     | 1      | —             | —             | —             | 22    | 3     | 2      | 0.14            |
| Racing Club Argentina           | 1°            | 2023          | 20    | 4     | 2      | 12    | 2     | 1      | 8             | 1             | 2             | 40    | 7     | 5      | 0.17            |
| Racing Club Argentina           | Total Club    | Total Club    | 40    | 6     | 3      | 14    | 3     | 2      | 8             | 1             | 2             | 62    | 10    | 7      | 0.16            |
| Argentinos Juniors Argentina    | 1°            | 2024          | 20    | 4     | 1      | 19    | 6     | 2      | 4             | 2             | 0             | 43    | 12    | 3      | 0.28            |
| Argentinos Juniors Argentina    | Total Club    | Total Club    | 20    | 4     | 1      | 19    | 6     | 2      | 4             | 2             | 0             | 43    | 12    | 3      | 0.28            |
| Total carrera                   | Total carrera | Total carrera | 153   | 34    | 16     | 42    | 9     | 4      | 18            | 3             | 2             | 213   | 46    | 22     | 0.22            |
| 1. 2.                           |               |               |       |       |        |       |       |        |               |               |               |       |       |        |                 |

## Palmarés

### Títulos nacionales
| Título                        | Club          | País         | Año     |
| ----------------------------- | ------------- | ------------ | ------- |
| Eredivisie                    | PSV Eindhoven | Países Bajos | 2017-18 |
| Supercopa de los Países Bajos | PSV Eindhoven | Países Bajos | 2021    |
| Copa de los Países Bajos      | PSV Eindhoven | Países Bajos | 2021-22 |
| Trofeo de Campeones           | Racing Club   | Argentina    | 2022    |
| Supercopa Internacional       | Racing Club   | Argentina    | 2022    |